# Witwangstekelstaart
De witwangstekelstaart (Schoeniophylax phryganophilus) is een zangvogel uit de familie Furnariidae (ovenvogels).

## Verspreiding en leefgebied
Deze soort komt voor in oostelijk, centraal en zuidoostelijk Zuid-Amerika en telt twee ondersoorten:
- S. p. phryganophilus: Bolivia, zuidelijk Brazilië, Paraguay, Uruguay en noordelijk Argentinië.
- S. p. petersi: oostelijk Brazilië.

## Status
De grootte van de populatie is niet gekwantificeerd maar de soort wordt omschreven als vrij algemeen. Op de Rode lijst van de IUCN heeft deze soort de status niet bedreigd.